# Alzano Lombardo
Pour les articles homonymes, voir Alzano et Lombardo.
Alzano Lombardo est une commune italienne de la province de Bergame, dans la région Lombardie.

## Administration
| Période                                  | Période | Identité | Étiquette | Qualité |
| ---------------------------------------- | ------- | -------- | --------- | ------- |
|                                          |         |          |           |         |
| Les données manquantes sont à compléter. |         |          |           |         |

### Hameaux
Alzano di Sopra, Nese, Monte di Nese, San Pietro

### Communes limitrophes
Nembro, Ponteranica, Ranica, Villa di Serio, Zogno

### Personnage Célèbre
- P. Lion : chanteur italien, comte d'Alzano Lombano
- Giuseppe Signori : footballeur italien
- Silvia Persico : coureuse cycliste